# Iglesia de Nuestra Señora de la Concepción (Santo Tomé)
La Iglesia de Nuestra Señora de la Concepción también llamada simplemente Iglesia de la Concepción (en portugués: Igreja nossa senhora da conceição) es el nombre que recibe un templo parroquial que está afiliado a la Iglesia católica y que se encuentra ubicado en el Distrito de Água Grande, específicamente en la Avenida Conceição justo a un lado del «Hotel Residêncial Baía», en la localidad de Santo Tomé en la isla del mismo nombre, capital del país africano de Santo Tomé y Príncipe.
Es conocida alternativamente como la igreja vermelha que en portugués quiere decir Iglesia Roja debido al color en que esto pintado el templo. Posee una sola torre campanario y en la parte superior de la entrada principal hay una imagen de la Virgen María.
En el 2011 durante el recorrido de la Imagen Peregrina de Nuestra Señora de Fátima traída desde Portugal, se celebraron actividades como misas, novenas y procesiones que siguieron hasta la iglesia catedral de Santo Tomé (Sé Catedral de Nossa Senhora da Graça).